# 2-cm-Fla-Drillings-MG 151/20

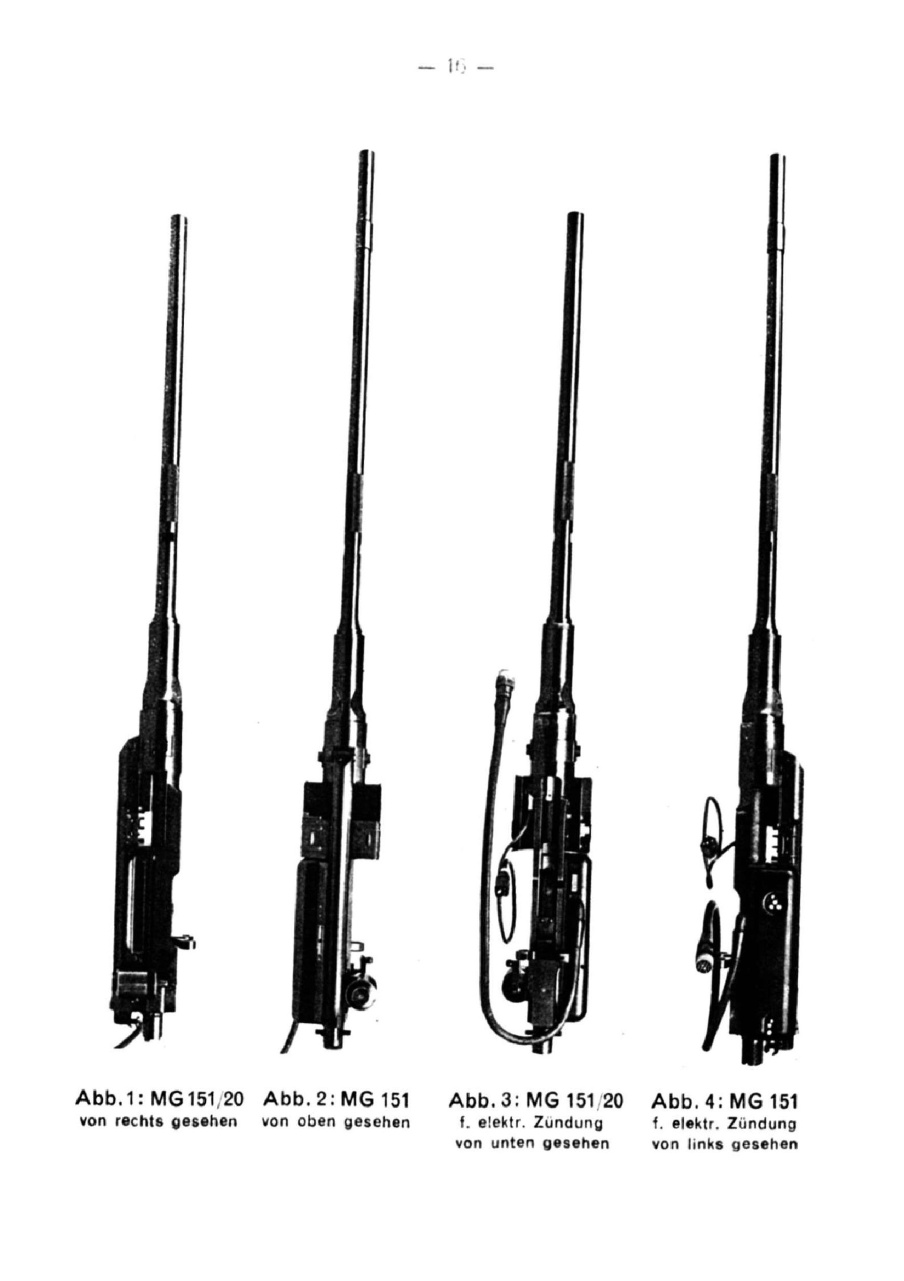
MG 151 Varianten

Das Flugabwehr-MG 151/20 (Drilling) war eine vollautomatische deutsche Flugabwehrkanone im Zweiten Weltkrieg, bei der jeweils drei für Flugzeuge entwickelte MG 151-Bordwaffen auf einem Drehsockel montiert waren.
Zum Artikel der Bordwaffe -> MG 151

## Einsatz
Als leichte Waffe zum Schutz gegen Tiefflieger mit hoher Feuerrate war das Geschütz so konzipiert, dass es auf verschiedene Fahrzeuge montiert werden konnte.
Für den Einsatz in der deutschen Panzertruppe wurde es serienmäßig auf dem mittleren Schützenpanzer Sd.Kfz. 251/21 Ausf. D verbaut.
Da jedoch offensichtlich in kurzer Zeit mehr dieser automatischen Flugabwehr-Waffen gebaut wurden, als in diese Fahrzeuge verbaut werden konnten, sind weitere Trägerfahrzeuge und Anhänger durch Fotos im Internet bekannt geworden, jedoch scheint es sich wohl immer um Einzelfahrzeuge zu handeln:
- T-34 mit Fla-Drilling
- Krupp-Protze mit Fla-Drilling
- Fla-Drilling auf Anhänger für Raupenschlepper Ost
- Fla-Drilling auf Pz.Kpfw I Ausf. B ohne Turm
- Fla-Drilling auf sowjetischen Flak-Anhängern mit Unterlafette ohne Sockel

## Entwicklung
Im Jahr 1944, nach der Normandie-Schlacht wurde der gesamten deutschen Führung bewusst, wie sehr die alliierten Tiefflieger für den Einsatz von Panzergrenadieren und Panzern zum Problem geworden waren. Es wurde sowohl verstärkt an Flakpanzern als auch an Flugabwehrwaffen für Infanterie und Panzergrenadieren gearbeitet.
Das 2-cm-Flugzeugmaschinengewehr 151 war noch in größerer Stückzahl an Lager, da Bordwaffen mit größeren Kalibern zum Einsatz kommen sollten. Außerdem kamen die Flugzeuge der Luftwaffe gegen die alliierte Übermacht kaum noch zum Einsatz. Der Einsatz des MG 151 in einer Sockellafette gegen Tiefflieger war deshalb eine gute und schnell verfügbare Lösung.
In Fahrzeugen verschraubbare Sockel für Fla-MG waren schon seit der Vorkriegszeit, zum Beispiel in den Sd.Kfz. 221 und Sd.Kfz. 222, verwendet worden. Die mittlere Waffe mit 450 Schuss wurde von einem vorne quer liegenden Munitionskasten versorgt. Die beiden seitlichen Waffen, die jeweils in einem 45° Winkel zur mittleren Waffe montiert waren, hatten je einen Gurtkasten für 240 Schuss und waren nach hinten versetzt. Um des Drehmoments des Rückstoß bei den seitlichen Waffen zu reduzieren, waren sogenannte Schrägdüsen am Rohrende der seitlichen Waffe montiert, welche die Kraft an der Rohrmündung seitlich abführten.
Der Richtschütze führte die Waffe mit dem ganzen Körper, indem er mit dem rechten Arm durch einen geschlossenen Ring (Schulterstütze) den Abzug für die äußeren Waffen in Form eines querliegenden Griffs hielt. Die linke Schulter konnte er gegen eine nach hinten offene, halbrunde Schulterstütze drücken und auch hier hielt er einen Abfeuerungsgriff (für die mittlere Waffe). Da die Waffe gegen Tiefflieger ausgelegt war, waren nur einfache Richtmittel wie ein Kreiskornvisier oder alternativ das Schwebekreisvisier 35/41 vorgesehen, was von der Truppe jedoch kritisiert wurde. Grundsätzlich konnte die Waffe auch gegen Bodenziele verwendet werden und hatte mit der hohen Schussfolge im Ziel eine starke Wirkung. Zur Stabilisierung war an der Lafette eine horizontale und vertikale Zurrung vorhanden.
Ab Herbst 1944 dürften die ersten Exemplare in die Truppenerprobung gegangen sein und am 2. Januar 1945 wurde von der Erprobungsstelle der Luftwaffe in Tarnewitz eine Dienstvorschrift für die Drillings-Waffe herausgegeben.
Angesichts der Bezeichnung der Lafettierung als Fla-L 151 D/B, wobei das B für Ausführung B steht, müsste es, zumindest als Entwurf, noch eine Ausführung A gegeben haben.